# ジョン・バイロン (初代バイロン男爵)

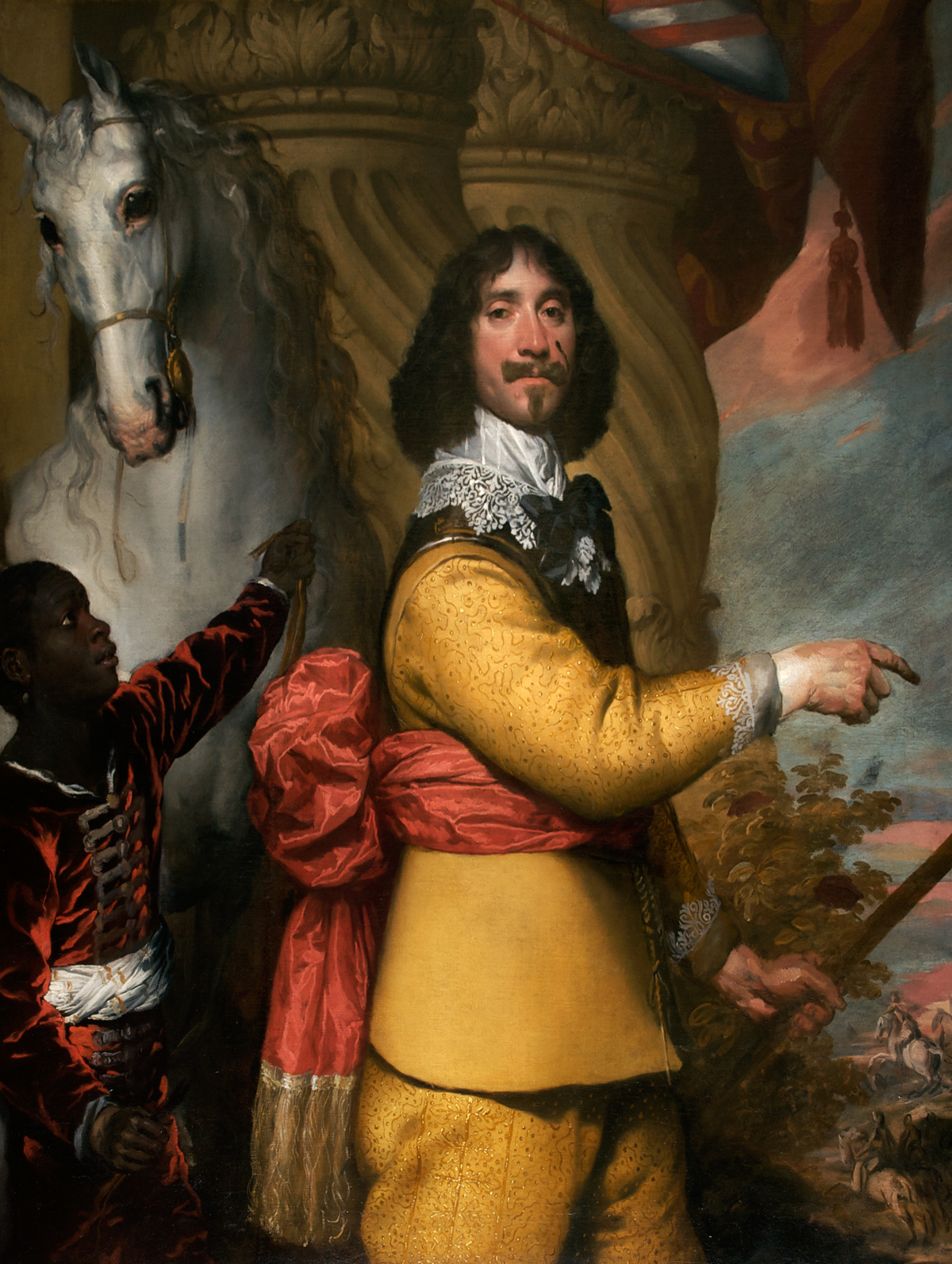
初代バイロン男爵ジョン・バイロン

初代バイロン男爵ジョン・バイロン（英：John Byron, 1st Baron Byron, KB, 1599年 - 1652年8月23日）は、清教徒革命（イングランド内戦）期のイングランドの貴族・軍人・政治家。内戦中は王党派としてイングランド王チャールズ1世を支持して議会派と戦った。

## 生涯
1599年、ノッティンガムシャーのニューステッド・アビーで同名のサー・ジョン・バイロンとアリス・モリニュー夫妻の長男として誕生。父方の祖父でノッティンガムシャー選出の庶民院議員も同名のジョン・バイロンである。ケンブリッジ大学トリニティ・カレッジで教育を受け、1625年9月28日に亡くなった父の後を継いだ。
1624年と1626年にノッティンガム庶民院議員に選出、1626年にチャールズ1世即位を記念してバス勲章を授与、1628年にはノッティンガムシャー庶民院議員に選出された。また、1634年にノッティンガムシャーのシェリフを務め、1641年12月から1642年2月までロンドン塔総督を務めた。しかし、1月にチャールズ1世が長期議会の指導者5名を捕らえようとして失敗すると、バイロンは民衆の怒りの対象になり、庶民院から総督解任の決議を言い渡されたことに抗議、議会派のフィリップ・スキッポンが率いる民兵団と船乗り達に陸海共にロンドン塔を包囲され、議会に譲歩したチャールズ1世により総督を解任された。
8月に第一次イングランド内戦が始まると、手勢を率いてオックスフォードを占領、略奪して9月10日にオックスフォード大学の金の延べ板や金銀食器などを運び出し、ウスターでチャールズ1世の甥ルパート（後のカンバーランド公）の軍勢と合流した。この時議会派の軍と遭遇、23日にパウィック橋の戦いが発生しルパート側が勝利した。
1643年7月13日のラウンドウェイ・ダウンの戦いではルパートの弟モーリスが率いるラルフ・ホプトンへの援軍に加わり、ウィルモット男爵（後のロチェスター伯爵）ヘンリー・ウィルモットと共に騎兵隊を指揮、ウィリアム・ウォラーの議会軍と戦いアーサー・ヘジルリッジの騎兵隊を破り勝利に繋げた。9月20日の第一次ニューベリーの戦いにも参戦、戦功で10月にバイロン男爵に叙され貴族に列せられた。だがチェシャーとランカシャーの解放およびアイルランドからの帰還部隊（アイルランド同盟戦争でアイルランド・カトリック同盟と対峙していた遠征部隊）の受け入れを命令されたが、12月にチェシャーの教会へ逃げ込んだ議会派兵士達を虐殺したため人望を失った上、1644年1月25日のナントウィッチの戦いで議会派のトーマス・フェアファクスに敗れ総崩れとなり、帰還部隊が捕虜になった後に議会軍に編入される手痛い敗北を喫した。チェシャーへ逃れた後はルパートと合流して7月2日のマーストン・ムーアの戦いで右翼を指揮していたが、オリバー・クロムウェルが率いる鉄騎隊に惨敗した。
戦後はチャールズ1世からチェスター守備を命じられたが、議会軍に包囲され飢餓に苦しみ、反抗的な住民に悩まされ王党派からの援助も受けられず孤立、1646年2月3日にチェスターを議会軍に奪われて降伏した。
1652年、亡命先のフランス・パリで死去。子供が無かったため弟のリチャード・バイロンが爵位を継いだ。

## 家族
最初デ・ラ・ウォー男爵トマス・ウェストの娘セシリアと結婚、次にキルモリー子爵ロバート・ニーダムの娘エレノアと再婚した。画家ピーター・レリーは美人だったエレノアを聖カタリナとして描き、サミュエル・ピープスの日記によるとエレノアはチャールズ2世の17番目の愛人とされる。